# Jan Petersen (dansk politiker)
 Der er flere personer med dette navn, se Jan Petersen.
Jan Petersen (født 25. januar 1958 i Fjellerup) er en dansk politiker, der var medlem af Folketinget 1990-2007 og fra 1. januar 2010 til 31. december 2021 borgmester i Norddjurs Kommune, valgt for Socialdemokratiet. Han har tidligere arbejdet som faglig sekretær og var folketingsmedlem for Århus Amtskreds fra 12. december 1990 til 13. november 2007.
Petersen blev student fra Grenå Gymnasium i 1977.
Butiksassistent i Hornslet Brugsforening 1978-80. Butikslederassistent i Borups Plads Brugsen 1980-82. Forbundsformand i DSU 1982-86. Faglig sekretær i den uddannelsespolitiske afdeling i HK 1986-90.
Medlem af styrelsen for Dansk Ungdoms Fællesråd (DUF) 1983-87, formand for DUF's nationale udvalg 1985-87.
Formand for DSU-Grenå 1976-77. Formand for DSU-Århus Kommune 1978-80. Medlem af DSU's hovedbestyrelse 1978-80. Forbundsformand DSU 1982-86. Medlem af Socialdemokratiets forretningsudvalg og hovedbestyrelse 1982-86 og fra 1998. Næstformand i den socialdemokratiske folketingsgruppe august 1998-dec. 2000 og fra nov. 2001, formand dec. 2000-nov. 2001.
Partiets kandidat i Grenåkredsen fra 1988.
Socialdemokratisk spidskandidat til kommunalvalget i Norddjurs Kommune ved valget i november 2009.
Ved kommunalvalget i 2009 fik Socialdemokratiet flertal sammen med SF (11 + 3), og Jan Petersen blev dermed ny borgmester i Norddjurs Kommune. Jan Petersen fik alene 3931 personlige stemmer. 
Han var borgmester i kommunen frem til 2021.
- Jan Petersen på Folketingets hjemmeside  . Dato: 24. juli 2003.

|  | Artiklen om politikeren Jan Petersen (dansk politiker) kan blive bedre, hvis der indsættes et (bedre) billede. Du kan hjælpe ved at afsøge Wikimedia Commons for et passende billede eller uploade et godt billede til Wikimedia Commons iht. de tilladte licenser og indsætte det i artiklen. |